# Liên minh Thần thánh (1684)
Liên minh Thần thánh (tiếng Latinh: Sacra Ligua; tiếng Anh: Holy League) năm 1684 là một liên minh gồm các quốc gia châu Âu được thành lập trong Đại chiến Thổ Nhĩ Kỳ. Ra đời từ Hiệp ước Warszawa, liên minh được thành lập như một phương tiện để ngăn chặn sự bành trướng của Đế quốc Ottoman vào châu Âu. Sự hợp nhất này của một phần lớn quân đội châu Âu có thể dẫn đến những thành công quân sự chưa từng có, với những vùng đất rộng lớn đã được nhượng lại trước đây ở Morea, Dalmatia và Danubia trong cái được mệnh danh là "cuộc thập tự chinh thứ 14".
Sự hình thành của Liên minh đã được công nhận là một bước ngoặt trong lịch sử Ottoman. Bằng cách buộc Đế chế đầu hàng nhiều lần, nó đã chuyển cán cân quyền lực ra khỏi Ottoman, dẫn đến sự hiện diện của Ottoman giảm dần ở châu Âu và sự giải thể sau đó của Liên minh vào năm 1699.